# Углеродная звезда
Углеродная звезда — это более поздний вид обычных звёзд красных гигантов (или изредка красных карликов), в атмосфере которых содержится больше углерода, чем кислорода; два компонента смешиваются в верхних слоях звезды, образуя монооксид углерода, который связывает весь кислород в атмосфере, оставляя атомы углерода свободными для образования других углеродных соединений, дающих звезде «черноватую» атмосферу и ярко-красный вид при наблюдении извне.
Спектральные особенности этих звёзд довольно характерные, и они впервые были классифицированы по спектру Анджело Секки в 1860-х годах — первопроходцем в астрономической спектроскопии. В «нормальной» звезде (наподобие Солнца) атмосфера более насыщена кислородом, чем углеродом.

## История открытия
В 1868 году Анджело Секки, будучи раздосадован невозможностью поехать в Индию для наблюдения полного солнечного затмения 18 августа 1868 года, остался дома в Риме и сообщил Французской академии наук об открытии нового спектрального класса звёзд — класса IV. Открытие было сделано на основе визуального наблюдения красных звёзд из обсерватории Римского колледжа, расположенной наверху церкви Сант-Иньяцио. В своей пионерской работе Секки сообщает об одной странной звезде из каталога Лаланда, которую он отнёс к этому классу, скорее всего, это звезда, ныне именуемая W Ориона. В следующей работе он приводит список из 17 таких звёзд. А через год, в 1869, пишет, что спектральные линии, характерные для этого класса, являются линиями поглощения соединения углерода.

## Астрофизические механизмы
Углеродность звёзд объясняется больше, чем одним астрофизическим механизмом. McClure выделял классические углеродные звёзды и не классические (которые менее массивные).
В классических углеродных звёздах современных спектральных классов C-R и C-N избыток углерода, являющегося, как считается, продуктом горения гелия в ходе тройного альфа-процесса внутри звезды, появляется у гиганта ближе к концу его существования на асимптотической ветви гигантов (АВГ). Углерод и другие продукты синтеза перемещаются к поверхности звезды в результате вычерпывания, в результате чего её атмосфера обогащается углеродом. Обычно этот вид углеродной звезды АВГ существует за счёт сжигания водорода в водородной оболочке, но периодически на 104−105 лет запускается процесс сжигания гелия в гелиевой оболочке, а горение водорода временно прекращается. На этом этапе возрастает светимость звезды и вещество из недр звезды (в частности, углерод) перемещается к поверхности. Поскольку яркость увеличивается, звезда расширяется так, что горение гелия прекращается и возобновляется горение водорода во внешних слоях. Во время этих вспышек гелия в оболочке происходит значительная потеря массы звезды и после множества вспышек гелия во внешних слоях звезда АВГ преобразуется в белый карлик и её атмосфера становится материалом для планетарной туманности.
Неклассические виды углеродных звёзд спектральных классов C-J и C-H считаются двойными звёздами, где одна из наблюдаемых звёзд — гигант (или изредка красный карлик), а другая — белый карлик. Звезда, наблюдаемая в настоящее время как гигант, обросла обогащённым углеродом веществом, когда она ещё была звездой главной последовательности. Вещество она получила от своей компаньонки (то есть, звезды, которая в настоящее время является белым карликом), когда последняя ещё была классической углеродной звездой. Этот этап эволюции звёзд относительно короткий, и большинство таких звёзд в конце концов становятся белыми карликами. Мы видим такие системы сравнительно длительное время после перемещения массы, поэтому дополнительный углерод наблюдается в существующем красном гиганте без вырабатывания его внутри звезды. Этот сценарий также подходит для описания происхождения бариевых звёзд, которые также характеризуются наличием сильных спектральных линий молекул углерода и бария (элемент s-процесса). Иногда звёзды, у которых избыток углерода получается из-за такого перемещения массы, называют «внешними» углеродными звёздами, чтобы отличать их от «внутренних» звёзд асимптотической последовательности, у которых углерод вырабатывается во внутренних слоях. Многие из таких внешних углеродных звёзд не светятся или достаточно охлаждены, чтобы вырабатывать собственный углерод, присутствие которого было загадкой, пока не была открыта двойная природа таких звёзд.
Загадочные углеродные звёзды с дефицитом водорода в атмосфере (hydrogen deficient carbon star — HdC) видимо имеют какое-то отношение к переменным типа R Северной Короны (R Coronae Borealis variable—RCB), хотя сами не являются переменными и имеют недостаточное ИК-излучение в диапазоне, характерном для RCB-звёзд. Известно лишь пять HdC-звёзд и ни одна из них не является двойной. Поэтому неизвестно, являются ли они неклассическими «внешними» углеродными звёздами.
Для объяснения механизма обогащения углеродом атмосфер небольших звёзд также предложены иные, менее убедительные гипотезы, такие как дисбаланс CNO-цикла и Гелиевая вспышка в ядре.

## Спектр углеродной звезды
По определению, углеродные звёзды имеют преобладающую полосу спектра из-за молекулы C2. Высокие уровни могут быть и у других углеродных соединений, подобно CH, CN (циан), C3 и SiC2. Углерод образуется в ядре и распространяется в верхние слои, резко изменяя состав слоёв. Другие элементы образуются в результате распада гелия, и s-процесс тоже увеличивает их образование таким же путём, из-за чего появляются литий и барий.
Когда астрономы разработали спектральную классификацию углеродных звёзд, у них появились значительные трудности при попытке соотнести спектры с эффективными температурами звёзд. Проблема была со всем атмосферным углеродом, скрывающим линии поглощения, обычно используемые для определения температуры звёзд.

### Секки
Углеродные звёзды были открыты уже в 1860-х годах, когда пионер спектральной классификации Анджело Секки установил для них IV-й класс в своей классификации, который 1890-х гг. был переклассифицирован в N-класс.

### Гарвард
Используя новую классификацию Гарварда, N-класс позднее был дополнен R-классом для звёзд не столь тёмно-красных, но с такими же характерными углеродными линиями в спектре. Позже соотнесение этой R-N последовательности с общепринятым спектром показало, что распределение температур в ней идёт примерно параллельно спектральным классам диаграммы Герцшпрунга-Рассела от G7 до M0.
| Тип MK         | R0    | R3    | R5     | R8    | Na     | Nb    |
| эквив. гигант. | G7-G8 | K1-K2 | ~K2-K3 | K5-M0 | ~M2-M3 | M3-M4 |
| Tэфф           | 4300  | 3900  | ~3700  | 3450  | —      | —     |

### C-система Моргана-Кинана
Последние классы N не вполне соотносятся с их аналогами M типов, так как гарвардская классификация основывается не только на температуре, но ещё и на избытке углерода; потому скоро стало ясно, что этот вид классификации углеродных звёзд является неполным. Вместо этого был введён новый класс «С» с двойным индексом, с тем, чтобы учитывать и температуру, и избыток углерода. Так, звезде La Superba был присвоен класс C54, где 5 указывает на температурные особенности, а 4 — на интенсивность линии C2 в спектре. (C54 очень часто записывается как C5, 4).
| Тип MK         | C0    | C1    | C2    | C3    | C4    | C5    | C6    | C7    |
| эквив. гигант. | G4-G6 | G7-G8 | G9-K0 | K1-K2 | K3-K4 | K5-M0 | M1-M2 | M3-M4 |
| Tэфф           | 4500  | 4300  | 4100  | 3900  | 3650  | 3450  | —     | —     |

## Пересмотренная система Моргана-Кинана
Эта двумерная классификация заменила старую R-N-классификацию в течение 1960—1993 гг., но C-система Моргана-Кинана не оправдала ожиданий создателей:
1. Она не соответствует измерениям температуры, основанным на инфракрасном излучении.
2. Первоначально она была двумерной, но вскоре была расширена суффиксами CH, CN, j и другими уточнениями, что сделало систему непрактичной при анализе популяций углеродных звёзд в удалённых галактиках.
3. Со временем обнаружилось, что звёзды старых классов R и N на самом деле — два различных вида углеродных звёзд, и это имеет существенное астрофизическое значение.

Новая редакция классификации Моргана-Кинана была опубликована в 1993 г. Филипом Кинаном, определившим классы: C-N, C-R и C-H. Позже были добавлены классы C-J и C-Hd. В таком виде она и используется сегодня:
| класс                             | спектр | концентрация         | MV         | теория                                           | пример(ы)                        | число известных |
| --------------------------------- | --- | -------------------- | ---------- | ------------------------------------------------ | -------------------------------- | --------------- |
| классические углеродные звёзды    | |                      |            |                                                  |                                  |                 |
| C-R:                              | возвращение старого гарвардского класса R: всё ещё видимы в синей части спектра, сильные изотопические полосы, не расширяется бариевая линия                                             | средний диск конц. I | 0          | красные гиганты?                                 | S Жирафа                         | ~25             |
| C-N:                              | возвращение старого гарвардского класса N: тяжёлое диффузное поглощение синего, иногда невидимость в синем, элементы s-процесса усиливают солнечный избыток, слабые изотопические полосы | тонкий диск конц. I  | -2.2       | Асимптоматическая последовательность гигантов    | R Зайца                          | ~90             |
| не классические углеродные звёзды | |                      |            |                                                  |                                  |                 |
| C-J:                              | очень сильная изотопическая полоса C2 и CN | неизвестно           | неизвестно | неизвестно                                       | La Superba (Y Canum Venaticorum) | ~20             |
| C-H:                              | очень сильное поглощение CH | гало, конц. II       | -1.8       | яркие гиганты, перенос массы (все C-H — двойные) | V Arietis, TT Canum Venaticorum  | ~20             |
| C-Hd:                             | линии водорода и полосы CH слабые или отсутствуют | тонкий диск, конц. I | -3.5       | неизвестно                                       | HD 137613                        | ~7              |

## Другие качества
Большинство классических углеродных звёзд — это переменные звёзды: неправильные и полуправильные переменные звёзды.

### Наблюдение углеродных звёзд
Из-за невосприимчивости ночного зрения к красному цвету и медленной адаптации чувствительных красных палочек глаз к свету звёзд астрономы-любители, вычисляя видимую звёздную величину по оценке красноты переменных звёзд (особенно углеродных звёзд), должны учитывать эффект Пуркинье, чтобы не завысить блеск наблюдаемой звезды.

### Межзвёздное распространение углерода
Из-за собственной низкой гравитации у поверхности, половина (или больше) от общей массы углерода звезды может быть утрачена в виде мощных звёздных ветров. Поэтому остатки звёзд — богатая углеродом «пыль», похожая на графит, становится частью межзвёздной пыли. Эту пыль считают важным фактором при получении первоначального вещества для формирования последующих поколений звёзд, планет и их планетарных систем. Вещество, окружающее углеродную звезду, может затенять её, так как пыль поглощает весь видимый свет.